# Shadow of the Beast
Shadow of the Beast è un videogioco a piattaforme sviluppato dalla Reflections Interactive e pubblicato dalla Psygnosis Limited nel 1989 per la piattaforma Amiga. 
Visto il grande successo, tale da contribuire all'affermazione dell'Amiga 500 stesso, il gioco venne convertito per molte altre piattaforme, sia computer sia console a 8 bit e 16 bit.
Ne vennero realizzati due seguiti: Shadow of the Beast II e Shadow of the Beast III.

## Trama
La storia del gioco parla di un uomo di nome Aarbron che, rapito da bambino, viene trasformato con la magia in un mostro per poter servire il malvagio Maletoth. La memoria di quando era bambino ritorna all'improvviso, e Aarbron si ricorda dell'esecuzione di suo padre, decide di vendicarsi di Maletoth.

## Sviluppo
Psygnosis aveva già pubblicato giochi a piattaforme di alta qualità, come Obliterator, ma Shadow of the Beast viene ricordato come un videogioco rivoluzionario per la grafica e il sonoro. La grafica su Amiga è molto colorata e visualizza fino a 12 livelli di parallasse, un numero molto alto per l'epoca. Il sonoro venne composto da David Whittaker, che utilizzò campioni di alta qualità per comporre le musiche. La confezione venne disegnata da Roger Dean, illustratore piuttosto famoso che ha realizzato numerose copertine dei più conosciuti album degli Yes e che sovente collaborò con Psygnosis.
Durante il Gamescom 2013, Sony Computer Entertainment ha mostrato un trailer di un remake del gioco previsto in esclusiva per PlayStation 4. Il 17 maggio 2016 è uscito in esclusiva per PS4, solo sul Playstation Store, il remake del videogioco intitolato sempre Shadow of the Beast.

## Accoglienza
Nonostante le molte critiche positive, la giocabilità era relativamente bassa: Shadow of the Beast era un gioco molto difficile da terminare e venne spesso criticato per questo.